# Zelená (Málkov)
Zelená (německy Grün) je část obce Málkov v okrese Chomutov. Nachází se asi 800 m západně od Málkova na březích Lideňského potoka. V roce 2011 zde trvale žilo 397 obyvatel v 82 domech.
Zelená je také název katastrálního území o rozloze 1,76 km². Zelená leží i v katastrálním území Ahníkov o rozloze 4,49 km² a Kralupy u Chomutova o rozloze 7,03 km².

## Název
Původní název vesnice Grün pochází z oblasti jihozápadního Saska, Chebska, Smrčin a Durynska, odkud se šířilo spolu s osadníky do jiných míst. Slovo Grün znamenalo pole vytvořené na místě paseky. V historických pramenech se jméno vesnice vyskytuje ve tvarech: Grnj (1543), Grin (1518), Grinu (1638) a Grün (1787).

## Historie
Jako rok první písemné zmínky o Zelené bývá uváděn rok 1490, ale podle chomutovské německojazyčné vlastivědné literatury vesnice existovala už na konci 14. století. Na zemském sněmu se v roce 1533 projednávalo zastavení vsí Zelené a Málkova jakémusi Fictumovi, kterým byl myšlen pravděpodobně Bohuslav Felix z Fictumu, majitel prunéřovského panství. Po porážce českého stavovského povstání Zelenou roku 1623 získal Jaroslav Bořita z Martinic a připojil ji ke svému spojenému panství Ahníkov – Prunéřov. Z období třicetileté války se dochovala zmínka o vypálení jednoho zdejšího statku, ale podle berní ruly z roku 1654 byla vesnice v dobrém stavu. Žilo v ní šest sedláků a sedm chalupníků, kteří hospodařili na polích, lukách a v lese. V roce 1680 zemřelo ve vsi během morové epidemie jedenáct obyvatel.
Podle tereziánského katastru tvořilo Zelenou jedenáct usedlostí, několik rybníků a řemesly se v ní živili jeden krejčí a dva nádeníci. V roce 1794 měla vesnice 25 domů se 127 obyvateli. Šest usedlostí bylo selských, sedm patřilo chalupníkům a zbývajicích dvanáct domů domkářům. Hlavním zdrojem obživy bylo pěstování zemědělských plodin, chov dobytka a v malé míře také výroba příze. Do roku 1846 se počet obyvatel zvýšil na 148.
Ve druhé polovině devatenáctého století vesnici postihly dvě povodně. První se udála 31. května 1881 a druhá 10. září 1896. Při druhé povodni bouří rozvodněný Lideňský potok poničil hostinec a celkově způsobil škody ve výši 2 200 zlatých. V roce 1893 byl založen Zemědělský a lesnický spolek a o tři roky později vznikl spolek dobrovolných hasičů. Elektřina byla do vsi zavedena na základě smlouvy uzavřené roku 1921 s chomutovskou firmou.
Zelená mívala vlastní kapli, pro kterou byl chomutovským zvonařem Richardem Heroldem ulit zvon, jehož vysvěcení proběhlo 21. září 1919. Po druhé světové válce začala kaple chátrat a v šedesátých letech dvacátého století byla zbořena. V roce 1949 bylo založeno jednotné zemědělské družstvo. Po jedenácti letech existence bylo zrušeno a začleněno do státního statku. Děti v té době navštěvovaly mateřskou školu v Zásadě, ale po zániku vesnice byla školka přestěhována v roce 1985 do Zelené.

## Obyvatelstvo
Při sčítání lidu v roce 1921 zde žilo 200 obyvatel (z toho 108 mužů) německé národnosti, kteří s výjimkou jednoho evangelíka patřili k římskokatolické církvi. Podle sčítání lidu z roku 1930 měla vesnice 230 obyvatel německé národnosti, z nichž byl jeden evangelík, jeden bez vyznání a ostatní se hlásili k římskokatolické církvi.
|           | 1869  | 1880  | 1890  | 1900  | 1910  | 1921  | 1930  | 1950  | 1961  | 1970  | 1980 | 1991 | 2001 | 2011 | 2021 |
| --------- | ----- | ----- | ----- | ----- | ----- | ----- | ----- | ----- | ----- | ----- | ---- | ---- | ---- | ---- | ---- |
| Obyvatelé | 1 350 | 1 518 | 1 560 | 1 761 | 1 721 | 1 936 | 2 011 | 1 300 | 1 301 | 1 101 | 418  | 312  | 319  | 397  | 659  |
| Domy      | 214   | 231   | 236   | 246   | 260   | 270   | 314   | 307   | 268   | 259   | 85   | 55   | 55   | 82   | 165  |

## Obecní správa
Po zrušení poddanství se v roce 1850 Zelená stala samostatnou obcí, ale od roku 1961 je částí obce Málkov. Roku 1977 se Zelená stala sídlem místního národního výboru a pozdějšího obecního úřadu.

## Pamětihodnosti
Sloup Nejsvětější Trojice od žateckého sochaře Jana Karla Vettera pochází ze zaniklých Kralup. Původně byl roku 1974 přestěhován do Libědic, ale v roce 2012 byl zrenovován a znovu přesunut do Zelené. Součástí sloupu jsou sochy tří andělů a tří světců: svatého Jana Nepomuckého, svatého Donáta a svatého Floriána.
U sloupu roste lípa malolistá chráněná jako památný strom pod názvem Ahníkovská lípa. Je asi deset metrů vysoká a obvod kmene měří 440 centimetrů. Druhý památný strom, Zelenská lípa (též lípa malolistá), roste za Podkrušnohorským přivaděčem. Zelenská lípa je vysoká patnáct metrů a obvod jejího kmene je 520 centimetrů. Oba stromy jsou chráněné od roku 2000.

## Galerie

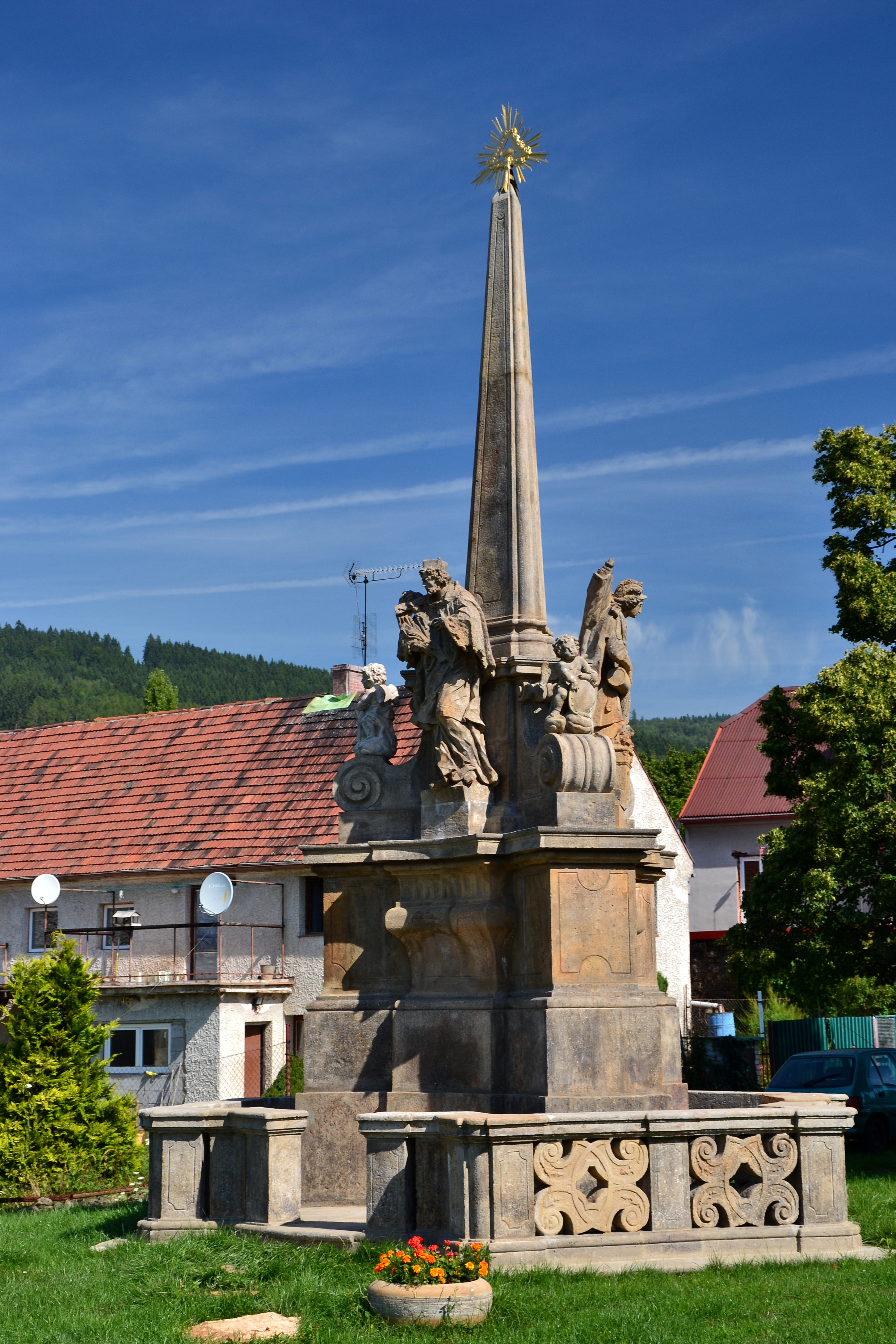
Sloup Nejsvětější Trojice
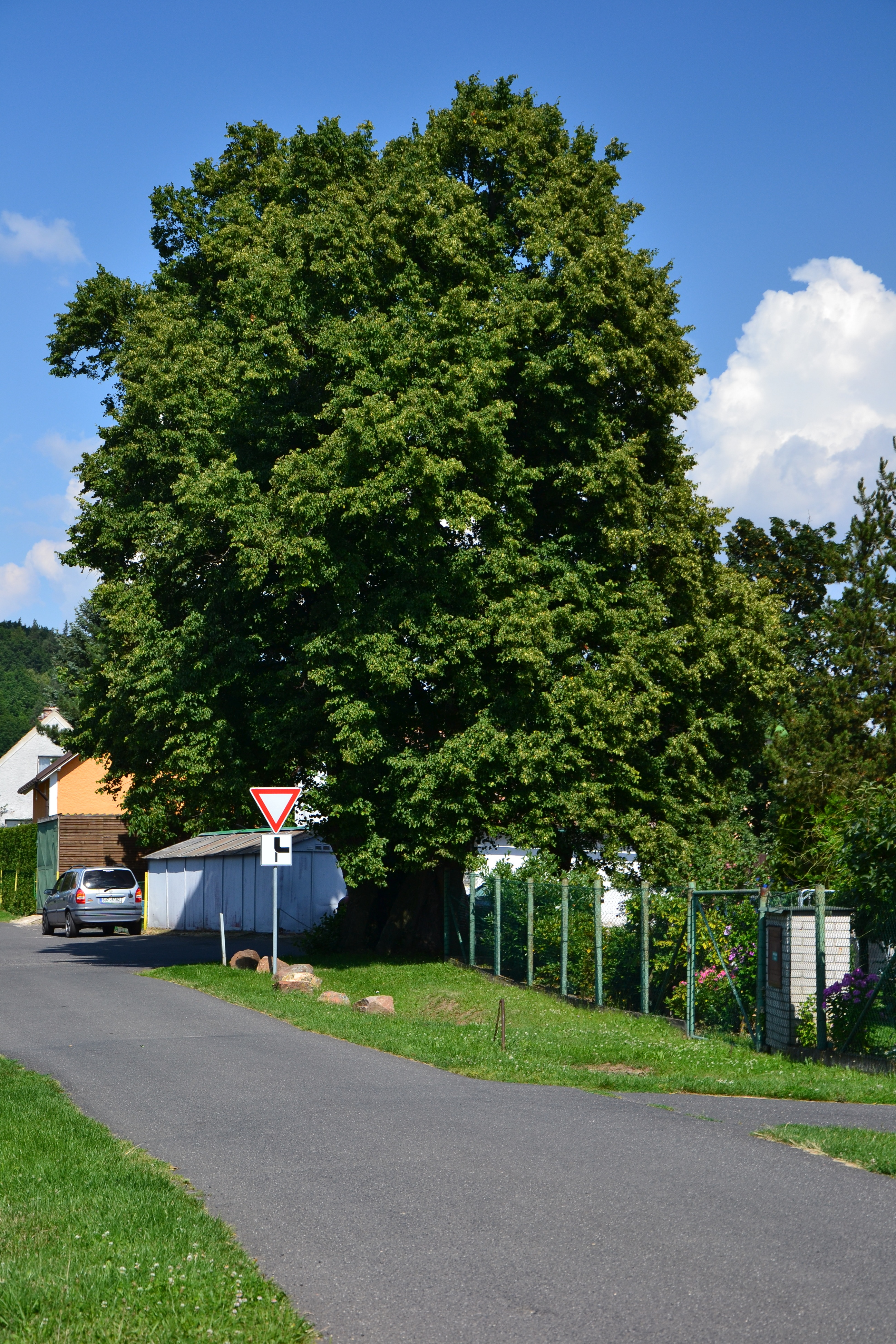
Zelenská lípa
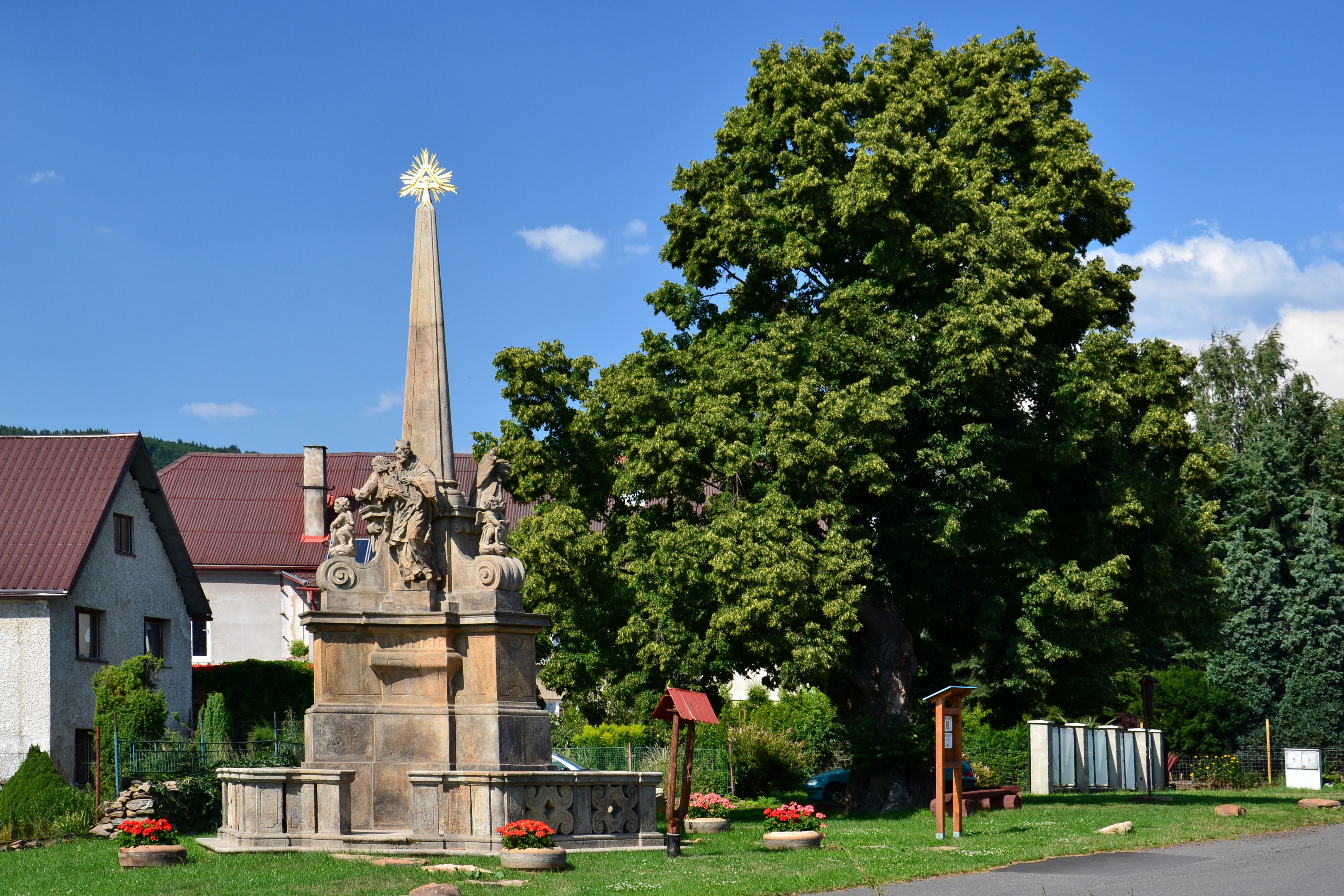
Ahníkovská lípa
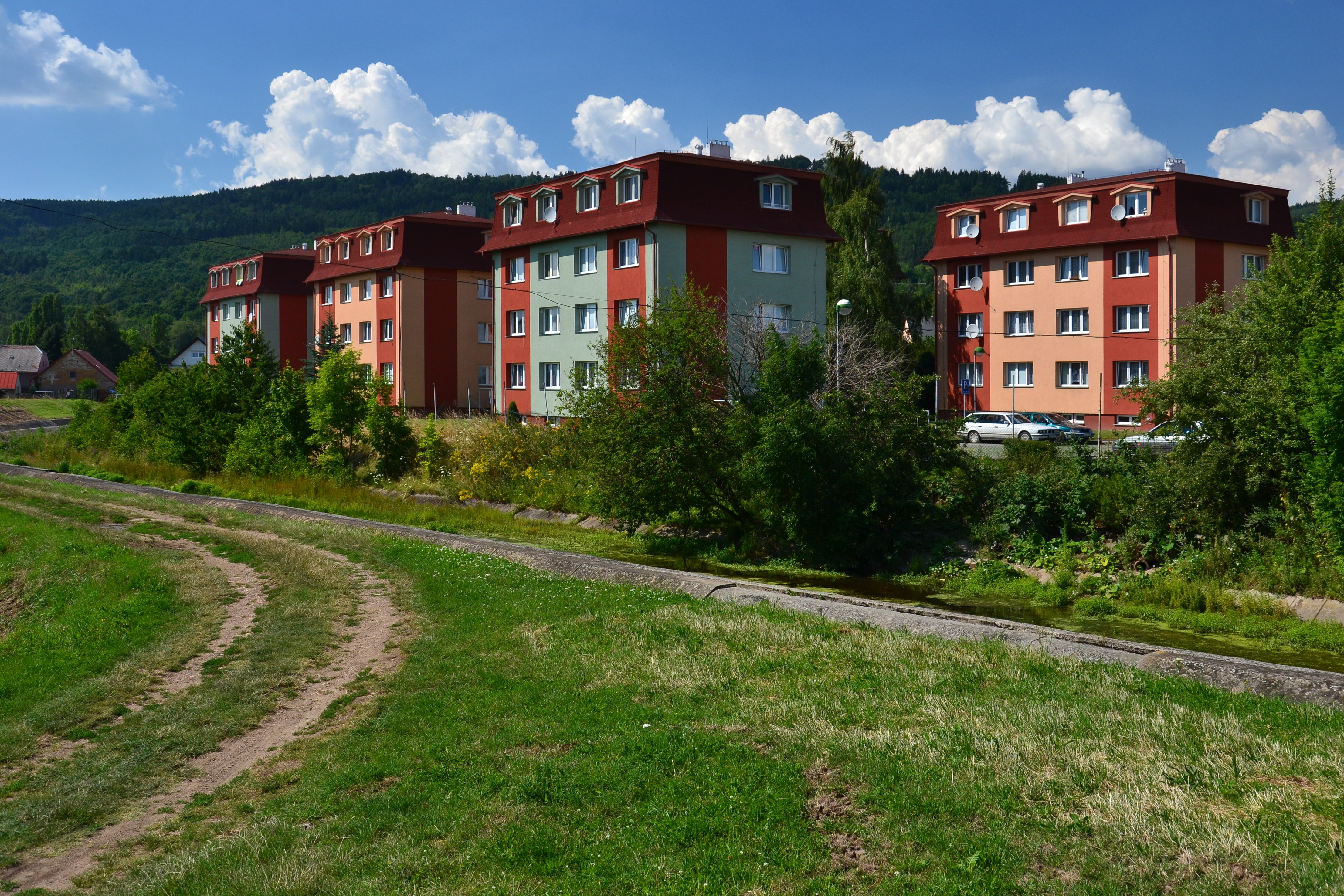
Bytové domy u Podkrušnohorského přivaděče